# 鏟形馬蒂蛛
鏟形馬蒂蛛（学名：Matidia spatulata）为袋蛛科馬蒂蛛屬下的一个种。